# Senada
Senada (franska: Senada (CR), Senada (Commune Rurale), arabiska: سنادة) är en kommun i Marocko.   Den ligger i provinsen Al Hoceïma och regionen Tanger-Tétouan-Al Hoceïma, i den nordöstra delen av landet, 270 km öster om huvudstaden Rabat. Antalet invånare är 9 870.